# Jacques Andrieux
Jacques Andrieux (15 de agosto de 1917 – 21 de janeiro de 2005) foi um aviador e ás da aviação francês durante a Segunda Guerra Mundial; ao longo da sua carreira de combate aéreo, foi reconhecido pelo abate de 6 aeronaves inimigas.